# 北海道道1006号達布小平町線
北海道道1006号達布小平町線（ほっかいどうどう1006ごう たっぷおびらちょうせん）は北海道留萌郡小平町内を結ぶ一般道道（北海道道）である。

## 概要
小平蘂川を挟んで、北海道道126号小平幌加内線とほぼ並行する。

### 路線データ
- 起点：北海道留萌郡小平町字達布（北海道道867号達布石狩沼田停車場線交点）
- 終点：北海道留萌郡小平町字小平町（国道232号交点）
- 総延長：19.358 km
- 実延長：12.212 km
- 重用延長：7.146 km

### 道路管理者
- 留萌振興局 留萌建設管理部 事業課

## 歴史
- 1982年（昭和57年）3月31日 - 路線認定[1]。

## 路線状況

### 重複区間
- 北海道道126号小平幌加内線（小平町字平和 - 小平町字富里）
- 北海道道550号幌糠小平停車場線（小平町字本郷 - 小平町字小平町〔終点〕）

### 道路施設

#### 主な橋梁
- 共栄橋（115 m、小平蘂川、小平町字沖内 - 小平町字平和）
- 平和橋（128 m、小平蘂川、小平町字富里 - 小平町字本郷）

## 地理

### 通過する自治体
- 留萌振興局
  - 留萌郡小平町

### 交差する道路
小平町
- 北海道道867号達布石狩沼田停車場線 - 字達布（起点）
- 北海道道126号小平幌加内線 - 字平和、字富里（重複）
- 北海道道550号幌糠小平停車場線 - 字本郷、字小平町（終点〕）（重複）
- 国道232号 - 字小平町（終点）